# Pseudovates bidens
Pseudovates bidens är en bönsyrseart som beskrevs av Fabricius 1775. Pseudovates bidens ingår i släktet Pseudovates och familjen Mantidae. Inga underarter finns listade i Catalogue of Life.